# Distretto di Nangang
Il distretto di Nangang (cinese tradizionale: 南港區; mandarino pinyin: Nángǎng Qū) è un distretto di Taipei. Ha una superficie di 21,84 km² e una popolazione di 118.823 abitanti al 2013.